# This World’s For Everyone
This World's For Everyone — четвёртый студийный альбом британской поп-группы The Korgis, вышедший в 1992 году в Нидерландах, в Испании и в Японии. В Германии диск был выпущен в 1993 году.
Альбом включает в себя перезаписанную версию 1990 года "Everybody's Gotta Learn Sometime" (ранее включалась в альбом Dumb Waiters, 1980), сингл "One Life", а также новую версию песни  "All The Love In The World" (ранее включалась в альбом Sticky George, 1981). Немецкое издание альбома содержит танцевальный ремикс "Everybody's Gotta Learn Sometime" в качестве бонус-трека.
В 2008 году альбом был переиздан лейблом Angel Air Records с пятью бонус-треками.

## Список композиций
1. "This World's for Everyone" (James Warren/Andy Davis)  3:26
2. "Hold on" (Andy Davis) — 4:08
  - Немецкое издание содержит ремикс — 4:36
3. "Work Together" (Andy Davis/James Warren) — 3:42
4. "Hunger" (re-recording) (Andy Davis/Pete Brandt) — 4:49
5. "Show Me" (Helen Turner/Debbie Clarkson/Andy Davis) — 3:43
6. "Who Are These Tears for Anyway" (James Warren) — 4:14
7. "One Life" (James Warren/Andy Davis) — 3:35
8. "Love Turned Me Around" (Helen Turner/Debbie Clarkson/Andy Davis) — 5:00
9. "Wreckage of a Broken Heart" (Andy Davis/James Warren) — 3:12
10. "All the Love in the World" (Перезаписанная версия 1992 г.) (Andy Davis/James Warren) — 3:15
11. "Third Time Around" (Andy Davis/Kim Beacon) — 3:49
12. "Everybody's Got To Learn Sometime" — (Перезаписанная версия 1990 г.) — 4:09

Бонус трек на Немецком издании 1993 года
1. "Everybody's Got To Learn Sometime"  (DNA House Mix 7") — 3:51

Бонус треки на издании 2008 года
1. "This World’s for Everyone" (Демо)
2. "Hold On" (Альтернативный микс)
3. "All The Love In The World" (Альтернативная версия)
4. "The Way I Feel" (Ранее не издавалась)
5. "Mount Everest Sings the Blues" (Концертная запись)

## Синглы
- "Everybody's Gotta Learn Sometime" (Перезаписанная версия 1990 г.) — 4:09 / "Everybody's Got To Learn Sometime" (Инструментал) - 4:09 / "This World's for Everyone" (Home demo version) — 3:07 (International Hostage FM 12 VHF 65, 1990)
- "One Life" - 3:36 / "Wreckage of a Broken Heart" — 3:12 / "No Love in the World" (не входит в альбом) (Andy Davis/Pete Byrne) — 3:39  (Dureco 1104272, 1992)
- The Korgis, DNA vs. N-R-G: "Everybody's Gotta Learn Sometime — 1993 Remixes"  (Slow & Moody 7") - 3:43 / (Slow & Moody 12") — 5:24 / (12" Disco Heaven Mix) — 6:47 /(Housey 7") — 3:51 (Euro Records EURY3CD UK & Eurostar 39811025 Germany, 1993)
- "Everybody's Got To Learn Sometime" (DNA Disco Heaven Mix) / "Everybody's Got To Learn Sometime"  (DNA Slow + Moody Mix) (12", Euro Records EURY 3X, UK 1993)
- "Everybody's Got To Learn Sometime" (Sue Me Please Mix) / "Everybody's Got To Learn Sometime"  (Berlin Mix) (12", Euro Records EURY 3XX, UK 1993)

## Над альбомом работали
- Andy Davis — клавишные, гитары, бэк-вокал, барабан программирование,  хор (в треках "This World's For Everyone" и "One Life")
- John Baker — вокал, гитары, клавишные, хор  (в треках "This World's For Everyone" и "One Life")
- James Warren — вокал, гитары, бас-гитара, хор (в треках "This World's For Everyone" и "One Life")

Дополнительный персонал
- David Lord — дополнительные клавишные инструменты
- Dave Goodier — бас-гитара (трек "One Life")
- Helen Turner — фортепиано (трек "Love Turned Me Around"), хор  (в треках "This World's For Everyone" и "One Life")
- Sam Howard — бэк-вокал  (трек "Love Turned Me Around"), хор (в треках "This World's For Everyone" и "One Life")
- John Griffiths — бэк-вокал (трек "Work Together"), хор (в треках "This World's For Everyone" и "One Life")
- Stuart Gordon — виолончель  (трек "Everybody's Gotta Learn Sometime")
- Debbie Clarkson — хор (в треках "This World's For Everyone" и "One Life")

### Производство
- The Korgis — продюсеры
- Andy Davis — аранжировки
- David Lord — сведение, мастер-диск
- Bob Whitfield — фотограф
- Tim Odam, TJO Design — дизайн